# Preservation Act 2
Albums de The Kinks
Preservation Act 1
(1972) The Kinks Present a Soap Opera
(1974)
Preservation Act 2 est un double-album des Kinks. Après avoir présenté le cadre et les personnages dans l'acte 1, Ray Davies et son groupe racontent ici l'histoire qui oppose Mr. Black et Mr. Flash.
Musicalement, les cuivres et les chœurs féminins sont très présents et l'ensemble sonne comme une comédie musicale rock.

## Titres
Toutes les chansons sont de Ray Davies.

### Disque 1
1. Announcement – 0:41
2. Introduction to Solution – 2:43
3. When a Solution Comes – 3:40
4. Money Talks – 3:44
5. Announcement – 0:55
6. Shepherds of the Nation – 4:17
7. Scum of the Earth – 2:45
8. Second-Hand Car Spiv – 4:01
9. He's Evil – 4:25
10. Mirror of Love – 3:26
11. Announcement – 0:34

### Disque 2
1. Nobody Gives – 6:33
2. Oh Where Oh Where Is Love? – 3:40
3. Flash's Dream (The Final Elbow) – 4:17
4. Flash's Confession – 4:06
5. Nothing Lasts Forever – 3:42
6. Announcement – 0:20
7. Artificial Man – 5:30
8. Scrapheap City – 3:16
9. Announcement – 1:05
10. Salvation Road – 3:20

### Titres bonus
1. Mirror of Love – 3:29
2. Slum Kids [Take 1] – 6:27